# 福特Kuga
福特Kuga（Ford Kuga）是福特汽車於2008年開始生產的緊湊休旅車。使用同一平台的車輛包括福特Focus、福特C-Max等等。

## 詞解
「Kuga」在克羅地亞語和斯洛文尼亞語的意思是瘟疫。然而福特公司並沒有在這兩國將此車款更名銷售，仍延用「Kuga」之名。

## 第一代 MK1（2008–2012）
第一代福特Kuga於德國薩爾路易生產，並於2008年頭半年開售，碳排放量為169 g/km。

## 第二代 MK2（2013–2020）

### 第二代 MK2（2013–2016）

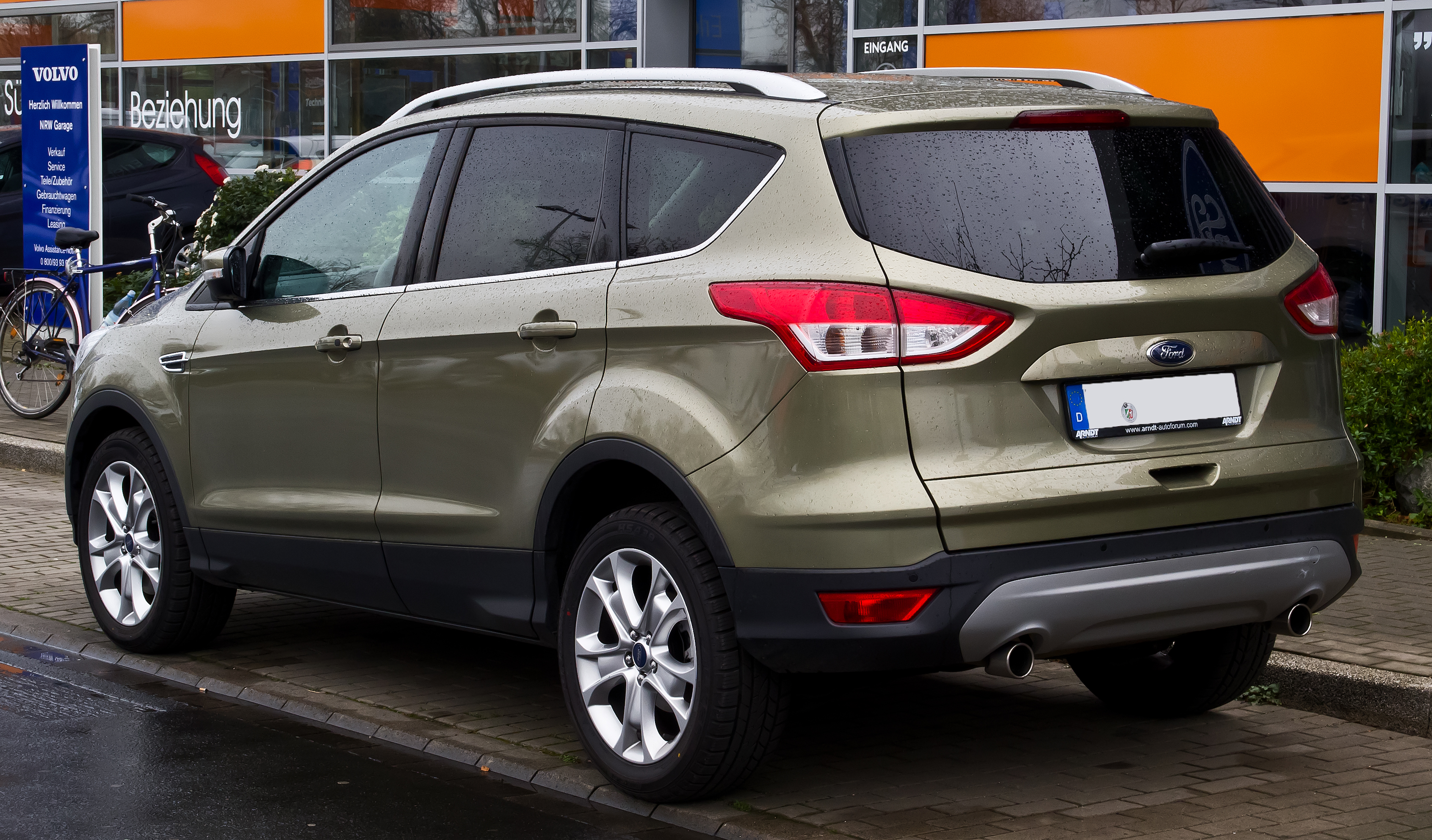
福特Kuga第二代

第二代汽油版本福特Kuga搭載具備渦輪增壓的EcoBoost引擎，分別有2.5公升、1.6公升及2.0公升三種排氣量，1.6升的最大馬力為182匹，耗油量低至13km/L(2015之後改為1.5升)、2.0升最大馬力可達242匹。柴油引擎為Duratorq，2.5公升。還有使用 法國寶獅雪鐵龍集團（PSA Peugeot Citroën）2.0升的DW10 FC 型號柴油引擎的TDCi, 180PS 40.8Kgm.
Petrol
- 1.5 L EcoBoost turbo I4, 150 PS（110 kW；148 hp）FWD
- 1.6 L EcoBoost turbo I4, 182 PS（134 kW；180 hp） FWD
- 2.0 L EcoBoost turbo I4, 242 PS（178 kW；239 hp） AWD 4 × 4 models.

Diesel
- 2.0 L Duratorq（英语：Ford Duratorq engine）, 180 PS（132 kW；178 hp）AWD

並加入主動式行車輔助系統.像是
ACC(Active Cruise Control) Forward Alert
LDS(Lane Departure System)
BLIS(Blind Spot Information System) 
ACS(Active City Stop)
PATA(Parallel Active-Park-Assist)
AHB(Automatic High Beams)
AFS(Adaptive Front-lighting System)

### 第2.5代 MK2.5（2016–2020）

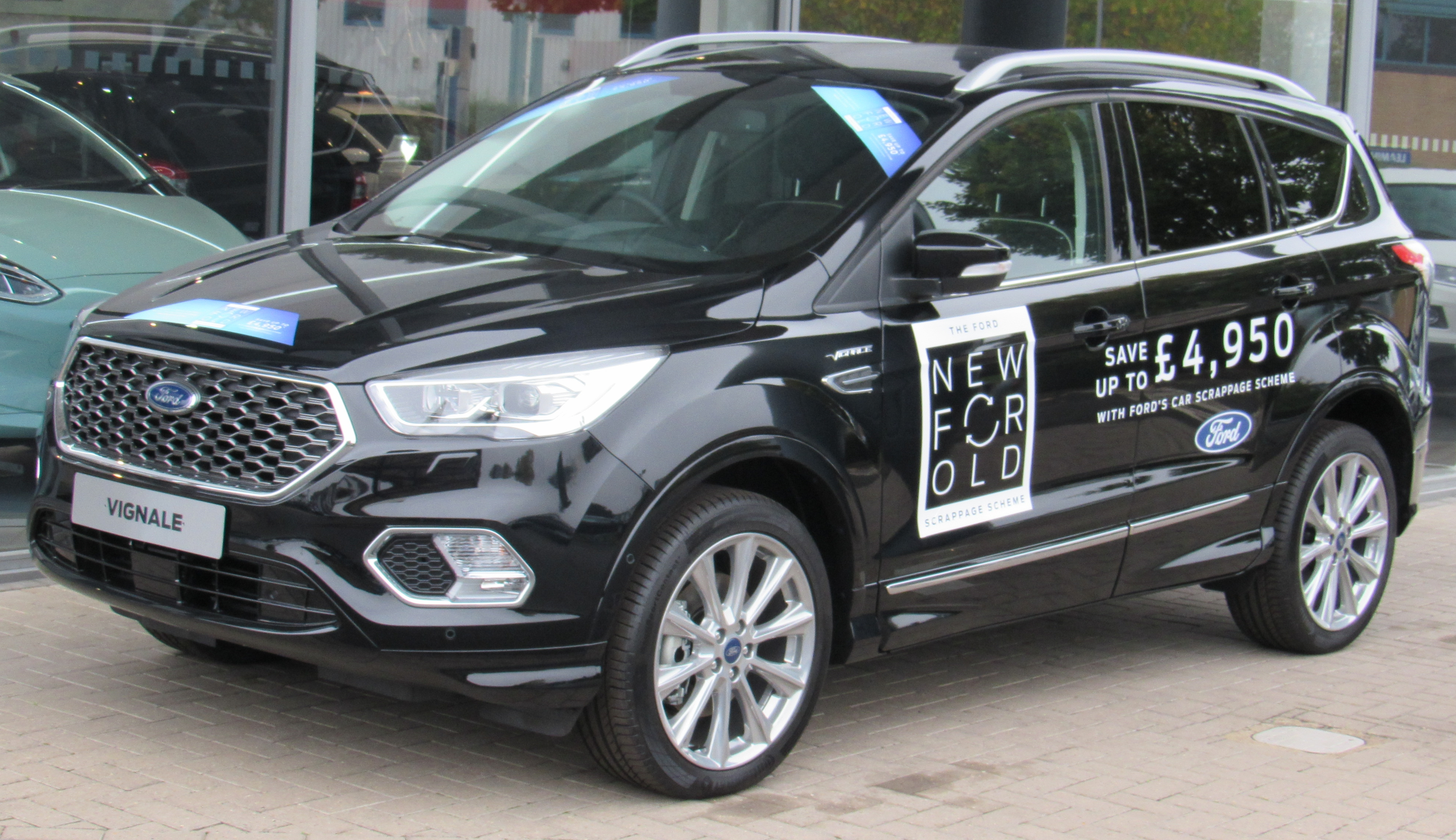
福特Kuga第2.5代

引擎生產地除了西班牙瓦倫西亞, 中國大陸長安福特(合資公司)重慶, 美國福特(Escape)美國路易維爾, 
中期改款仍採用家族語彙Kinetic Design, 精進部份設計. 唯車室空間利用效率仍未有進步. 在中華民國由福特六和汽車生產
Petrol
- 1.5 L EcoBoost turbo I4, 150 PS（110 kW；148 hp）2WD
- 2.0 L EcoBoost turbo I4, 242 PS（178 kW；239 hp） AWD 4 × 4 models.
- 2.0 L EcoBoost turbo I4, 245 PS（180 kW；242 hp） 2WD (C520-5T), AWD 4 × 4 models (C520-6T), R.O.C Model.

Diesel
- 2.0 L Duratorq（英语：Ford Duratorq engine）, 180 PS（132 kW；178 hp）AWD 4 x 4 models

主動式行車輔助系統增加
TSR(Traffic Sign Recognition),
CTA(Cross Traffic Alert)
Enhance ACS (range up to 50km/h)
Ford MyKey

## 第三代 MK3（2020）

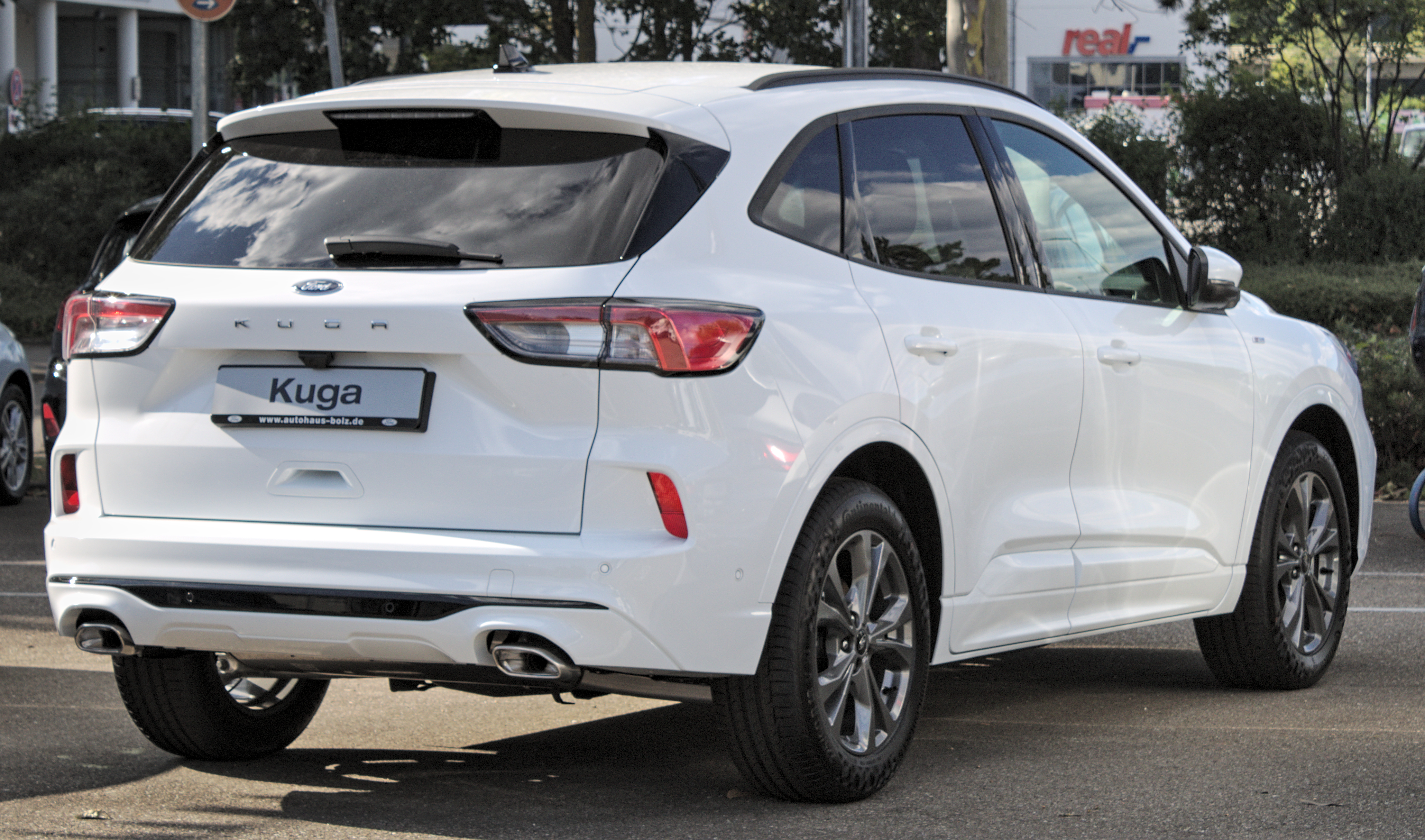
福特Kuga第三代後側

第三代福特Kuga於2019年4月2日正式亮相，並於2019年第三季度作為2020款車型上市銷售。 2021年台灣福特六和推出21.5年式，增加環景功能。

## 圖片集

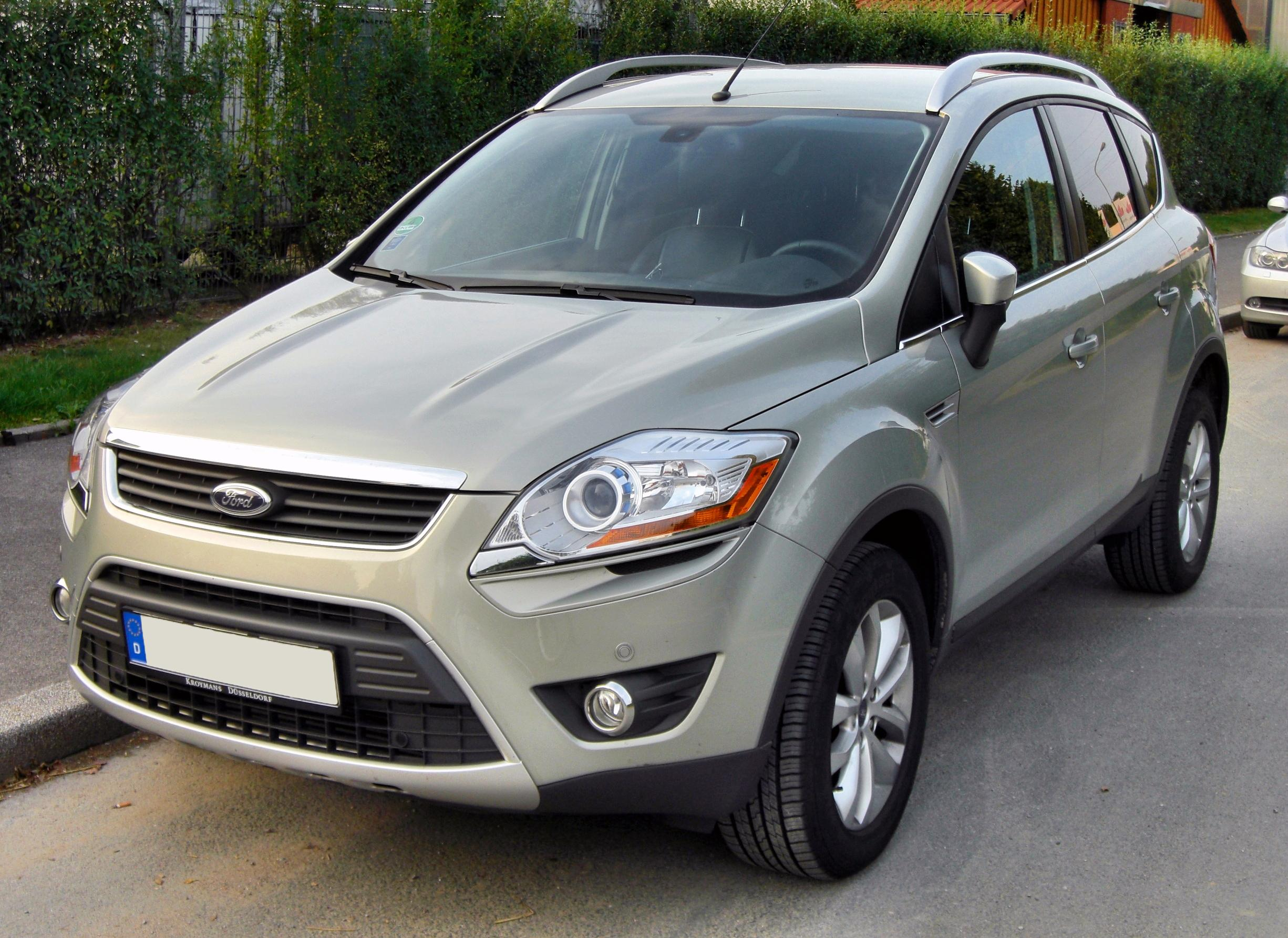
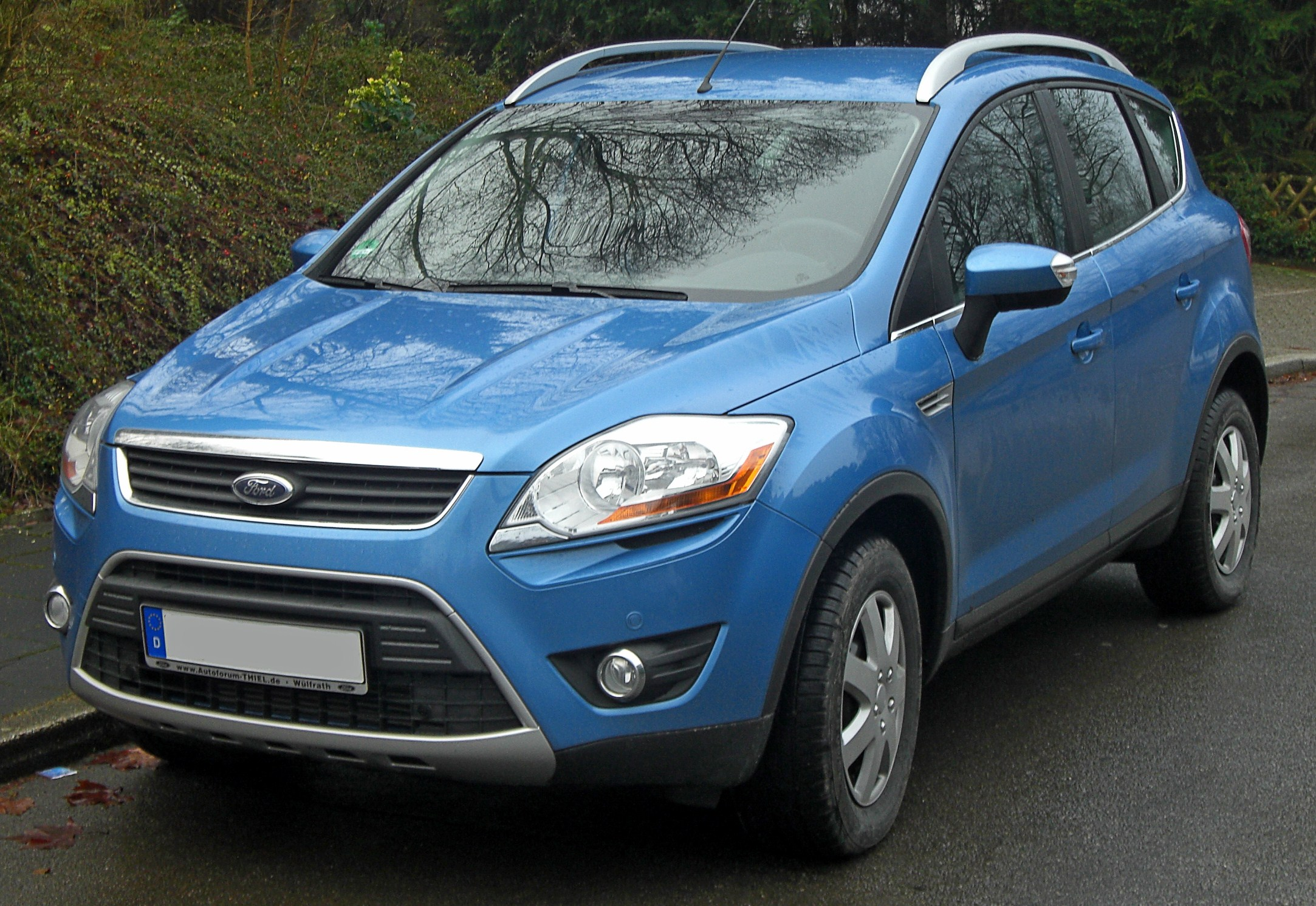
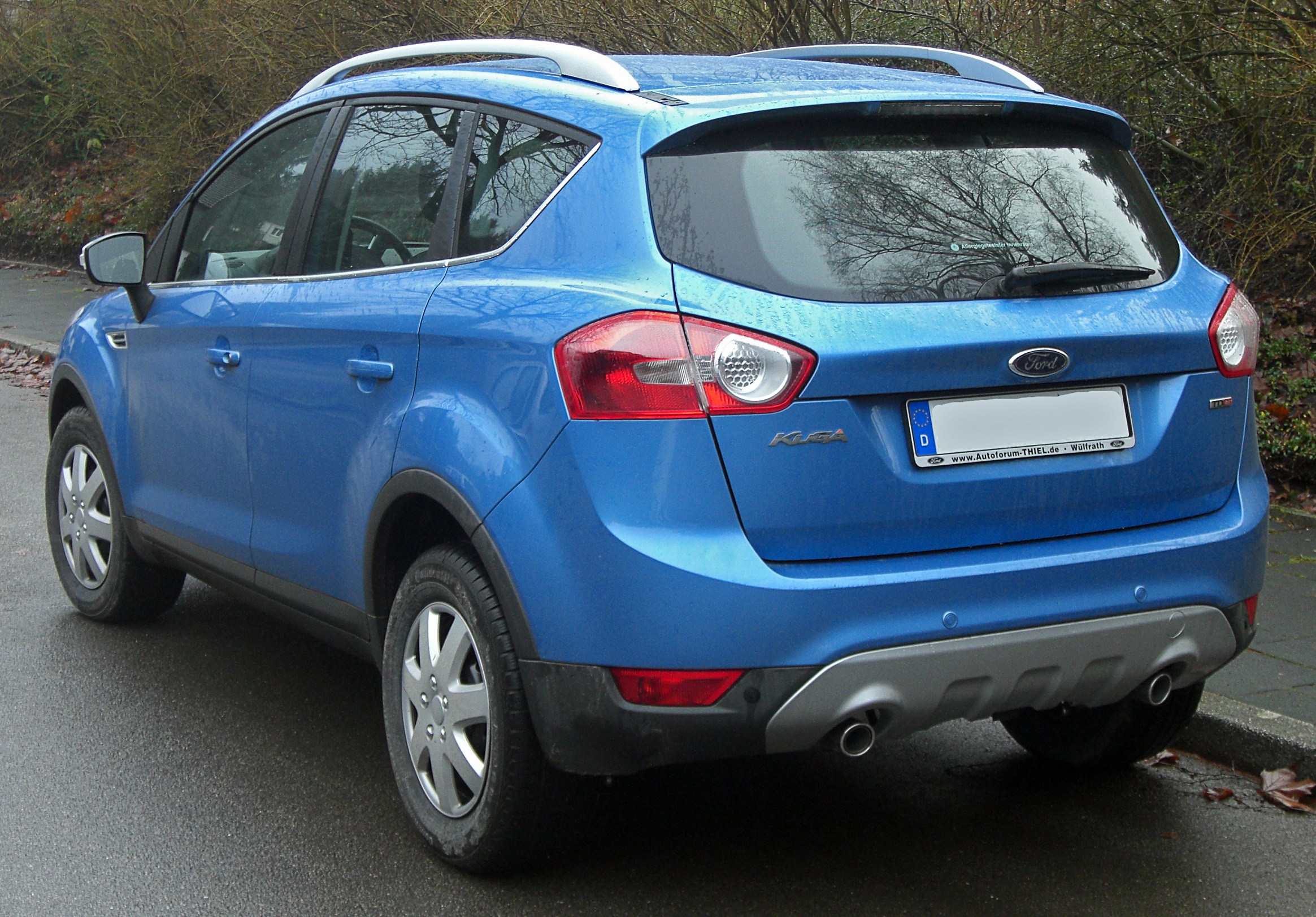
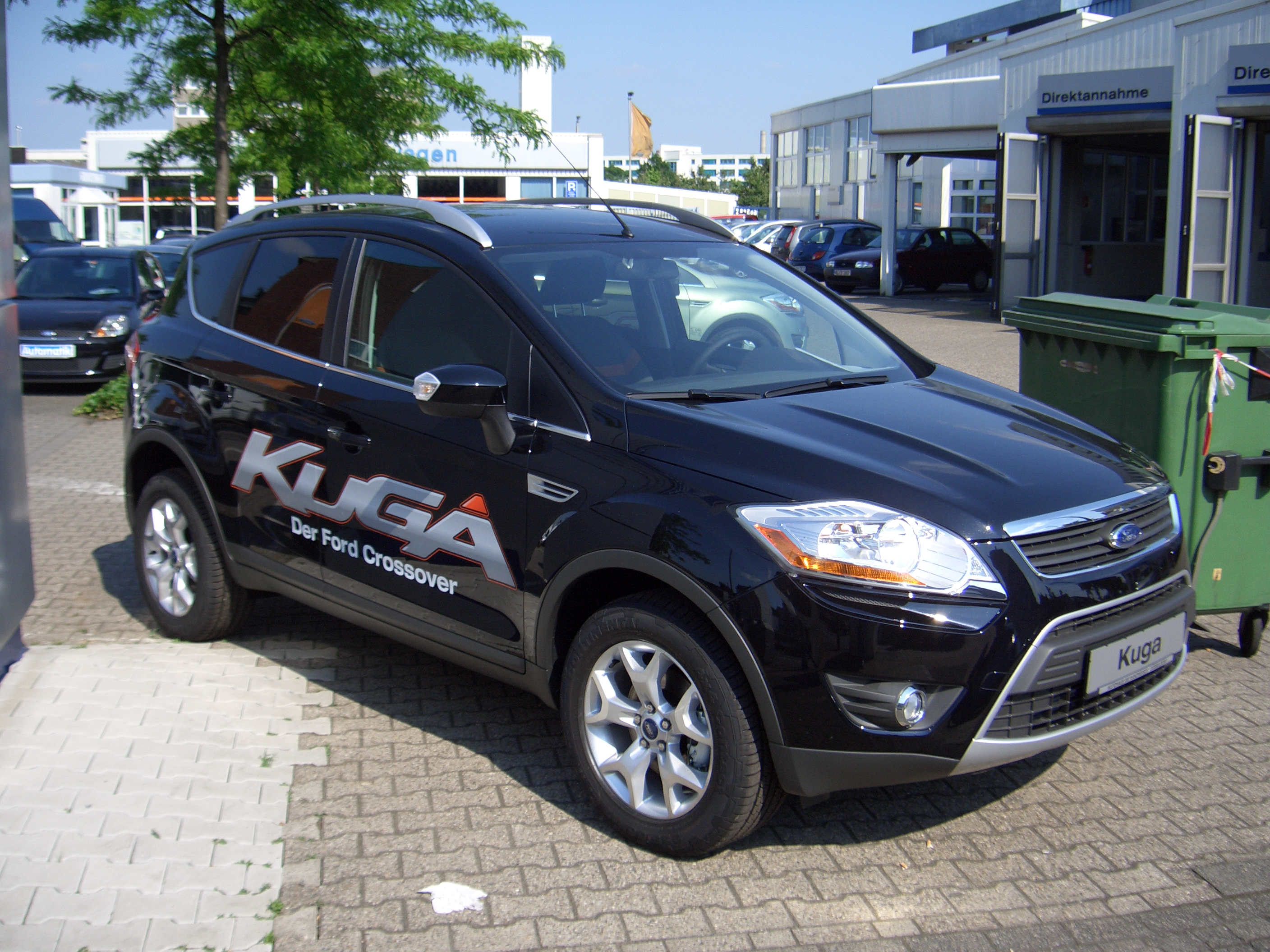
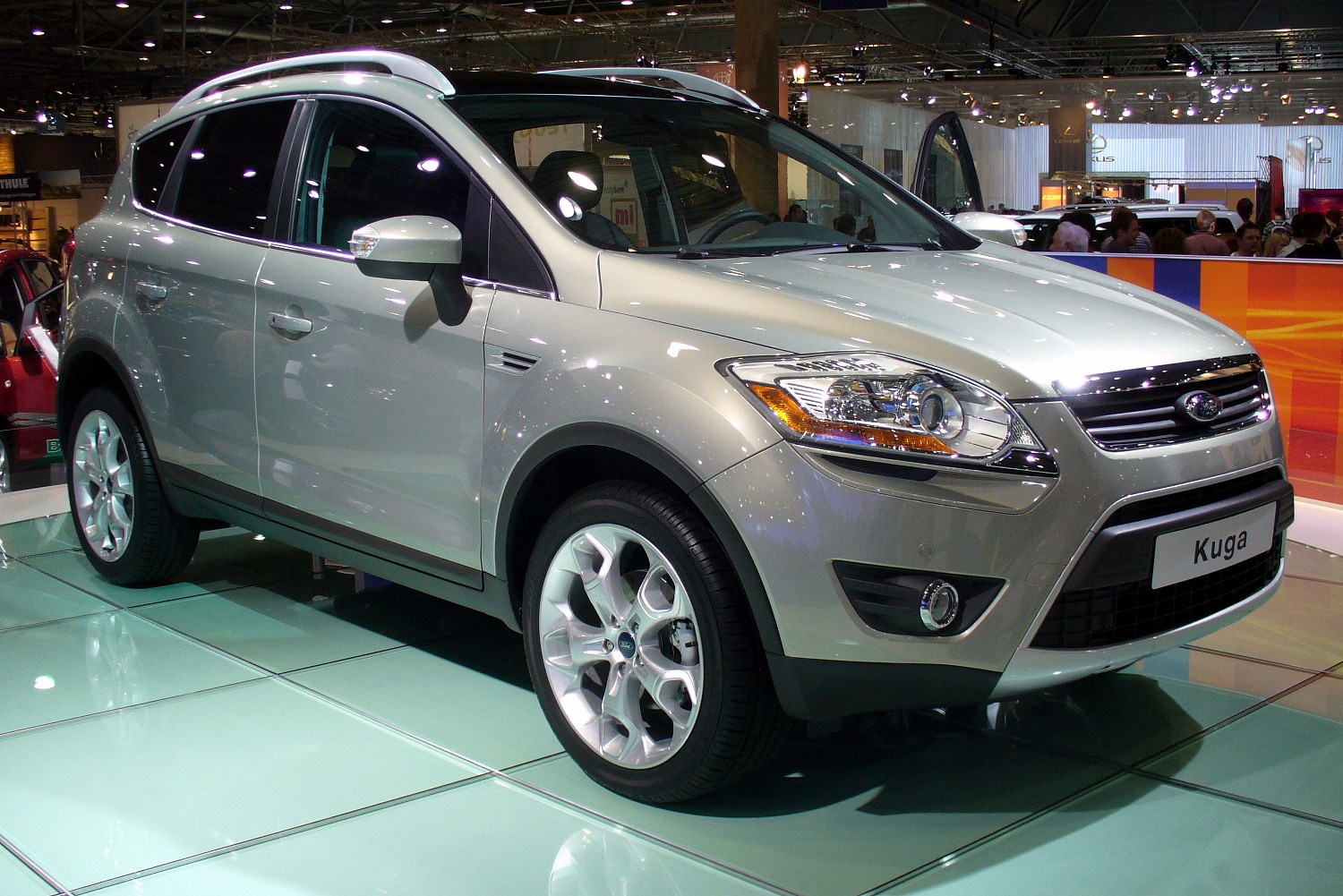
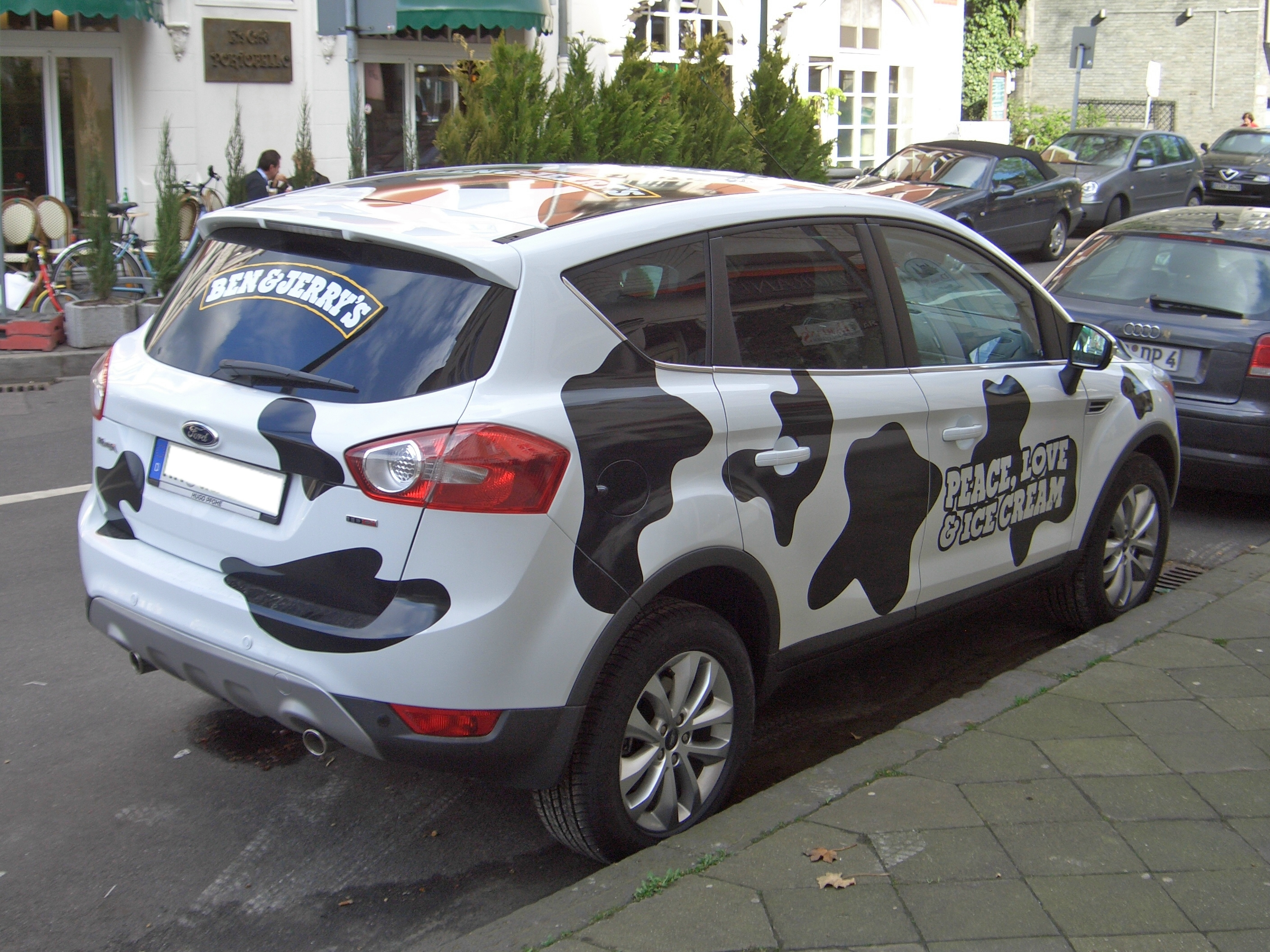
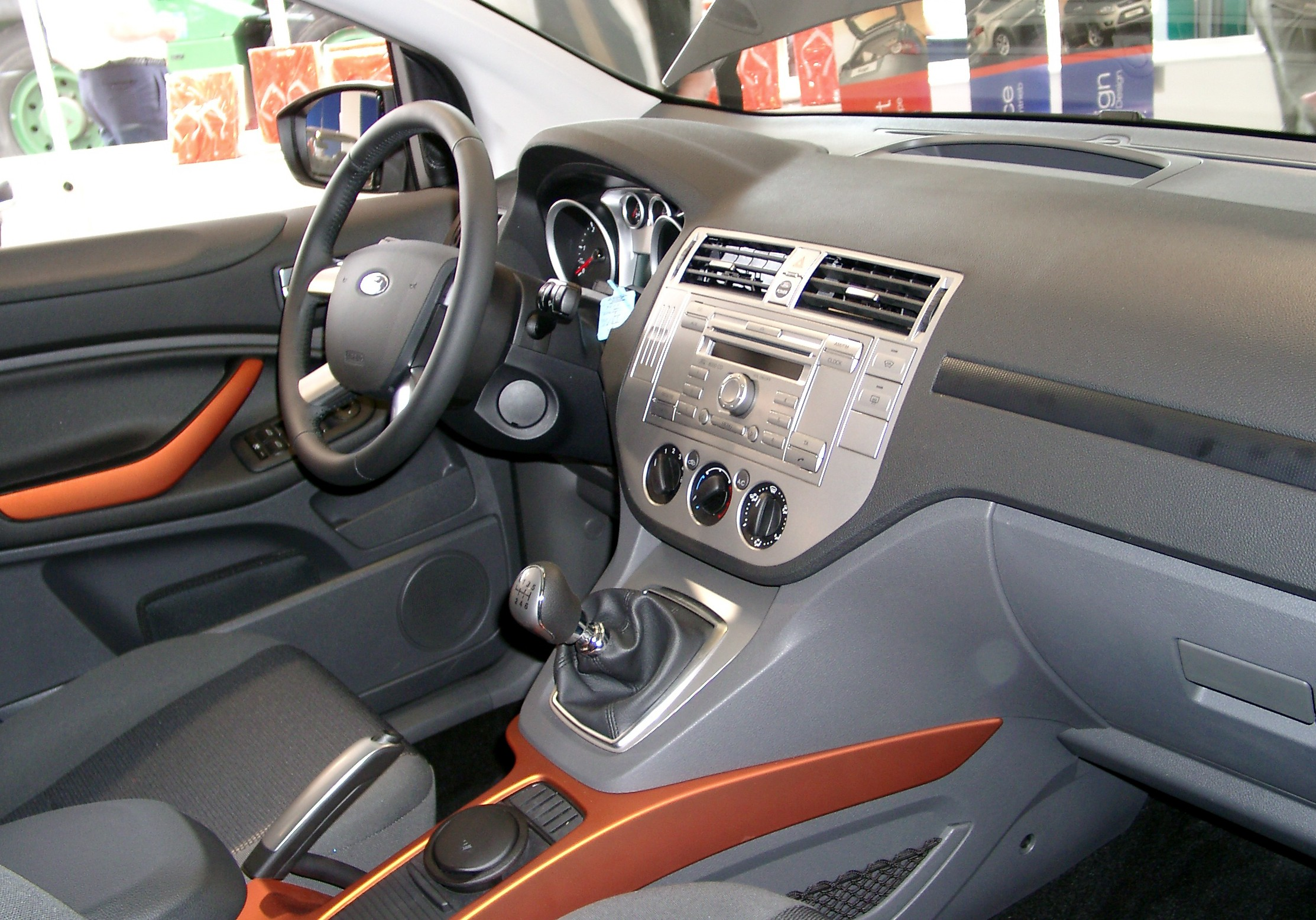
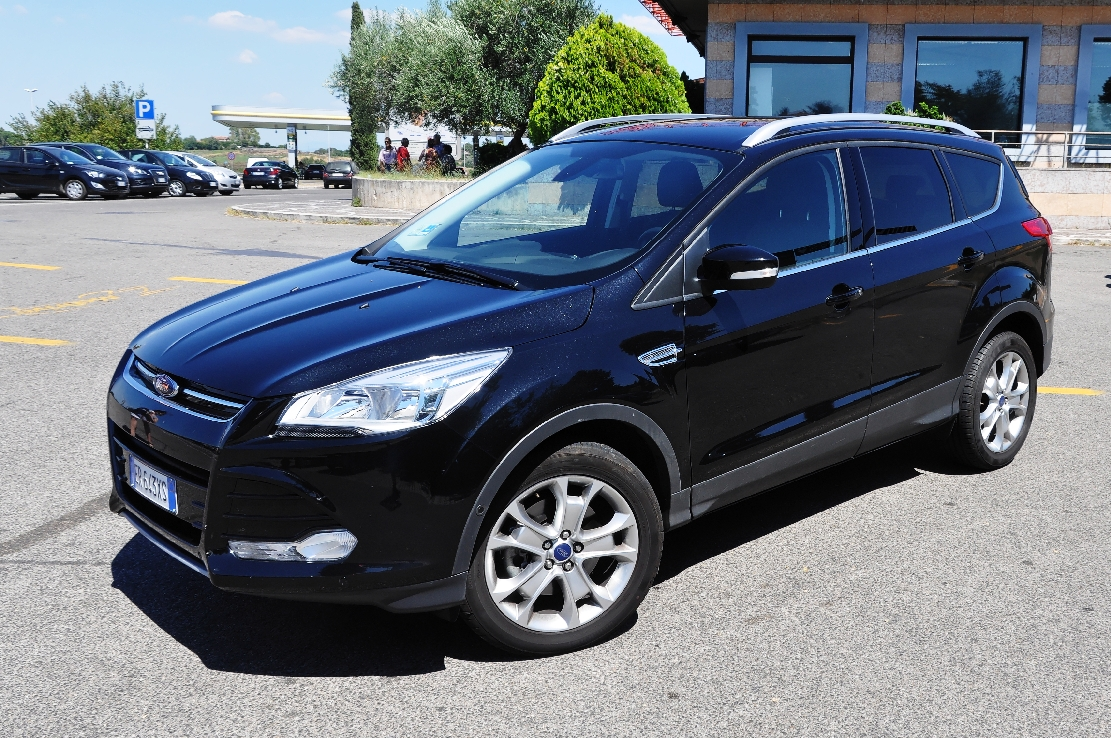

## 外部連結
- Official Ford Kuga section on ford.co.uk （页面存档备份，存于）
- Ford Kuga official site
- Ford Kuga Argentina official site
- Ford Kuga II Specifications